# Partènion (Tàurida)
Partènion (en grec antic: Παρθένιον, Parthènion) era una població grega del Quersonès Tàuric, situada entre Panticapea i Heraclèon Tàuric, i esmentada solament per Estrabó i Claudi Ptolemeu.
S'identifica amb un jaciment situat a l'est de la ciutat de Panticapea (Kertx), gairebé a l'extrem més oriental de Crimea, que fou excavat a partir de 1953. Les intervencions han conclòs que es tracta d'una fundació del segle vi aC, vinculada possiblement a grecs de Milet, posteriorment destruïda i construïda de nou el segle iii aC. Després d'una nova destrucció el segle i aC, fou definitivament abandonada.